# Joseph Henrion (professeur)
Pour les articles homonymes, voir Henrion et Joseph Henrion.
Joseph Henrion, né en 1793 à Verviers et mort en 1868 à Chênée est le premier professeur sourd belge.

## Biographie

### Enfance
Sourd de naissance, Joseph Henrion est né à Verviers en 1793 dans une famille de cinq enfants. C'est le seul enfant sourd et son père, Walter Henrion, travaillait comme tailleur un peu fortuné[C'est-à-dire ?]. Sa famille, malgré sa condition très modeste, était cultivée et instruite. Walter n'ignorait pas l'existence de l'Institut Impérial des Sourds-Muets de Paris dirigé par l'abbé Sicard, disciple et successeur de l'abbé de l'Épée. Il demandait une entrée gratuite pour son fils, alors âgé de huit ans, au conseil communal de Verviers vu que la Belgique était administrée par le Premier Consul Napoléon Bonaparte sous la République Française. Le Ministre d'Intérieur, Jean-Baptiste Chaptal en a donné une réponse favorable.
À l'âge de onze ans, l'enfant Joseph partit en diligence pour Paris où il suivra l'enseignement de l'abbé Sicard, de Jean Massieu et de Laurent Clerc. Abbé Sicard dirigeait les séances publiques chaque mois pour montrer ses ouvrages, ses exercices publics pour la démonstration de sa méthode et de ses procédés : Henrion parut dans ces séances où se pressaient à côté des Rois et même du Souverain-Pontife, tout ce que la France renfermait d'hommes distingués dans les sciences et dans les arts.  
Six ans après, son éducation étant achevée, il aurait dû retourner dans sa patrie mais Sicard sut le retenir auprès de lui. Pendant deux années, Henrion lui servit de secrétaire et de factotum. Il quitta l'institut en 1813. De retour à Verviers en Belgique, il travaillait comme tailleur avec son père.  

### Premier professeur sourd belge
Vers 1819, il rencontrera Jean-Baptiste Pouplin, instituteur à Liège, qui conçoit le projet de créer une école pour sourds qui deviendrait l'École Pouplin à Liège. J-B Pouplin ne connaissait pas les méthodes gestuelles des abbés de l'Epée et Sicard, ce que Joseph Henrion maîtrise désormais. Pouplin fut donc très heureux de l'engager comme premier professeur sourd belge. 
Dix ans après, à la suite d'une visite de Guillaume Ier, Roi des Pays-Bas, l'école fut décorée du titre d'Institut Royal". Un tendre lien s'était formé entre Henrion et la fille de Jean-Baptiste Pouplin de sorte qu'un mariage combla bientôt leurs vœux réciproques. Hélas, étant déjà décédé, Jean-Baptiste n'a pas pu assister à leur fête.
Sébastien Gathy - ancien élève de Joseph Henrion - parlait de lui en ces termes :« (...)  Je ne puis sans attendrissement me rappeler mes premiers rapports avec lui. J'étais bien jeune alors et j'arrivais à l'institut complètement inculte. Je n'exagère pas en disant que je me vis transporté dans un autre monde. ». Joseph Henrion n'était pas seulement, pour nous, un instituteur, c'était véritablement un père, bon, sensible, indulgent.  
Henrion demeura fidèle à sa tâche. De 1822 à 1863, c'est-à-dire pendant une période de 41 ans, il ne cessa de consacrer toutes ses heures à ses compagnons tantôt comme leur professeur, tantôt comme leur conseiller, leur bienfaiteur et leur ami. Il fut ensuite admis, sur sa demande, à la pension de retraite mais demeura en fonction jusqu'à ce qu'on lui eût trouvé un successeur.
Le 14 avril 1864, sur l'initiative de Sébatien Gathy et de Louis Souheur, deux parmi les plus brillants élèves de Joseph Henrion, que fut fondée la Société de secours mutuels de Liège (la première de son genre en Europe) - Société qui fusionna avec l'actuel Foyer des Sourds et Malentendants de la Province de Liège au mois d'avril 1983. Tous auraient désiré voir leur maître bien-aimé accepter la présidence de cette petite famille silencieuse; mais le grand âge obligea Joseph Henrion à refuser cet honneur. Louis Souheur accepta aussitôt cet honneur : ciseleur de compétent, notre premier président avait une âme d'artiste et Liège possède de lui dans divers monuments des œuvres, où se révélait son génie.  Sébastien Gathy fut désigné comme secrétaire-général de cette société.    

### La fin de sa vie
Le 9 juin 1868, le Roi des Belges, Léopold II, reconnut son mérite en élevant Joseph Henrion au rang de Chevalier de son Ordre et ce fut le Ministre J. Bara qui lui accorda cet Ordre. C'est aussi le premier sourd belge décoré.
Le 26 octobre 1868, à l'âge de 75 ans, il s'éteignit doucement, entre les bras de sa femme et son fils aîné.    
Par la suite, d'autres écoles ouvriront leurs portes aux quatre coins du pays.

## Film
Claude Steenwerckx, réalisateur sourd, évoque le parcours de cet homme et livre quelques traits de l'histoire de l'enseignement pour sourds, dont la progression fut paralysée pendant près d'un siècle par le "Congrès de Milan" qui imposa l'oralisme pur.
Le film, réalisé en langue des signes belge, ne comportait pas de piste sonore. Il a fait l'objet d'une création musicale et sonore a posteriori par Michel Berckmans (asbl EMOI) grâce au soutien de la Cinémathèque.
Olivier Waegemans et Chantal Gerday y ont chanté des belles chansons sur Joseph Henrion en langue des signes.

## Rue
Depuis le mois de novembre 1910, il existe une rue à son nom: Rue Joseph Henrion qui relie la rue Toussaint Beaujean à la rue Naniot à Ans.